# Кудрявцева Людмила Олексіївна
Людмила Олексіївна Кудрявцева (24 лютого 1947, Горлівка Донецької обл.) — доктор філологічних наук, професор кафедри російської мови Інституту філології КНУ. Президент Української асоціації викладачів російської мови та літератури (УАПРЯЛ). Член Президії Міжнародної асоціації викладачів російської мови та літератури.

## Життєпис
Закінчила Донецький державний університет. В Київському національному університеті імені Тараса Шевченка працює з 1983 р.
Почесний професор Хмельницького технологічного університету “Поділля”.
Л. О. Кудрявцева першою в Україні почала розробляти проблеми динамічного моделювання і однією з перших в СНД звернулася до вивчення особливостей мови ЗМІ та мови міста.
Відзначена Подякою ректора МДУ ім. М. В. Ломоносова “За большой вклад в исследование, преподавание и распространение русского языка”. Нагороджена Почесним дипломом Міжнародної ради російських співвітчизників «За вклад в мировую науку». Відзначена Орденом «Дружбы народов» РФ, Дипломом Міжнародної літературної премії імені Великого князя Юрія Долгорукого «За большой вклад в сохранение и развитие русского языка в Украине».
Відзначено її значний внесок у історію становлення та проведення Міжнародної конференції «Русский язык в поликультурном мире». Перша конференція, у 2007 році, проходила на державному рівні у Лівадійському палаці. 

У 2016 році ювілейна, десята конференція (без участі Л. О. Кудрявцевої), мала провокативний характер.

## Основні наукові праці
1. Моделирование динамики словарного состава языка. - К., 1994; 2003
2. Обратный деривационный словарь русских новообразований. - К., 1992
3. Словарь русского молодежного слэнга. - К., 2005 (у співавтор.)
4. Современный масс-медийный дискурс: экспрессия – воздействие – манипуляция // Czlowiek. Swiadomosc. Komunikacja. Internet. – Warszawa: Uniwersytet Warszawskij, 2004. – 106–116 (у співавтор.)
5. Сучасні аспекти дослідження мас-медійного дискурсу: експресія – вплив – маніпуляція // Мовознавство. – 2005, №1. – С. 58 – 66 (у співавтор.)
6. Роль языка средств массовой информации в развитии общенационального языка // Вестник Московского университета. Серия языка и литературы. – № 5. – М., 2004 (0,6 д.а.) (у співавтор.)
7. Живая речь – язык СМИ – общелитературный язык: аспекты взаимодействия // Актуальные проблемы вербальной коммуникации: Язык и общество. Сб. науч. тр. / Под общ. ред. Л. А. Кудрявцевой. – К.: ИПЦ «Киев. ун-т», 2004
8. Русский язык в Украине в зеркале «оранжевой революции» // Сопоставление как метод исследования и обучения языкам. Сб. науч. ст. I. – Тбилиси, 2005. – С. 247-252
9. О новом русском просторечии и его месте в системе национального языка // Русский язык, литература, культура в школе и вузе. Ред. Кудрявцева Л.А. – К., 2005. - № 1. – С. 42-47
10. Роль языка средств массовой информации в развитии общенационального языка // Вестник МГУ. Серия языка и литературы. – № 5. – М., 2004
11. Функционирование русского языка в украинской языковой среде // Вестник МГУ. Серия 9: Филология. – № 3. – М., 2003
12. Моделирование экспрессивно-прагматического содержания в текстах газетной коммуникации // Семантика языковых единиц. Доклады VI Международной конференции. – М., 1998. – С.295-297
13. Теория коммуникации: словарные материалы. Учебно-методическое пособие для студентов и аспирантов. – К., 2012. – 76 с. (у співавторстві).